# Обыкновенная кваква
Обыкновенная кваква, или ночная цапля (лат. Nycticorax nycticorax) — птица семейства цаплевых.

## Общая характеристика
Кваква имеет короткую по сравнению с другими цаплями шею и короткий, но крепкий и мощный клюв. Ноги тоже короче, чем у остальных цапель. Самец в брачном наряде имеет чёрную с зеленоватым отливом шапочку и такого же цвета спину. Крылья серые. Брюхо и бока белые. На затылке весной вырастают 2—4 длинных узких белых пера. Клюв чёрный, ноги — с длинными пальцами жёлтые или розоватые. Самка имеет сходный окрас. Молодые птицы тёмно-бурые с продольными пестринами. Пуховые птенцы белые.

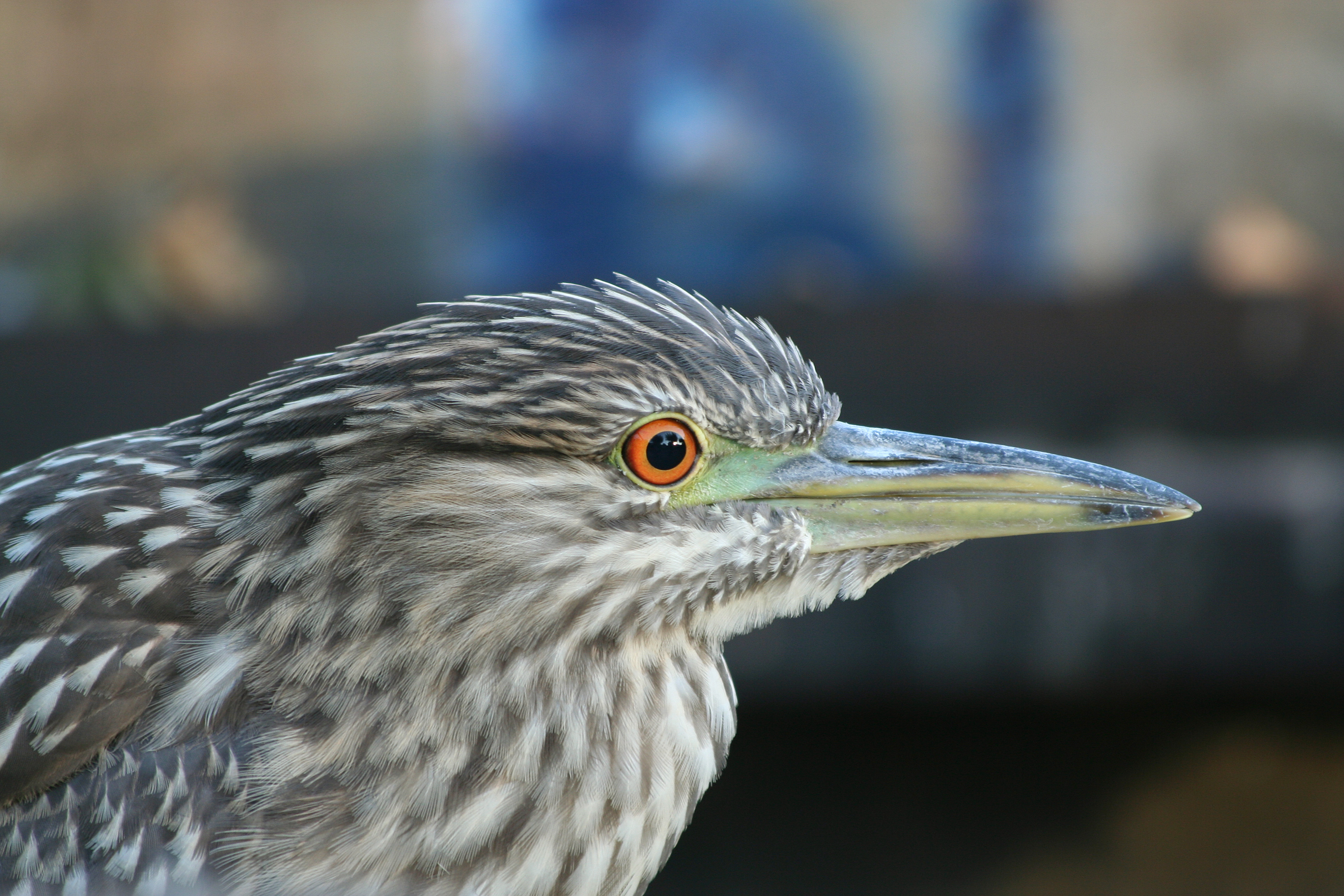
Молодая птица

## Распространение
Обыкновенная кваква населяет практически всю Америку, Африку, Южную и Среднюю Европу и Азию. Европейские кваквы перелётны, зимуют в Экваториальной Африке. Нет обыкновенной кваквы лишь в Австралии. В России большое количество гнездовий квакв можно встретить в дельте Волги.

## Образ жизни
Кваквы активны в основном по утрам и вечерам, днём неподвижно сидят на ветке. Однако в гнездовое время они активны и днём. Гнездятся около густо заросших водоёмов на лесной опушке или в лесу.

### Питание
Кваквы питаются в основном рыбой и лягушками, а также водными насекомыми.

### Голос
Голос — громкий басовитый крик, часто передаваемый, как «куак», он нередко бывает слышен летними вечерами. При опасности птица издаёт более высокий крик, похожий на мяуканье кошки.

### Размножение

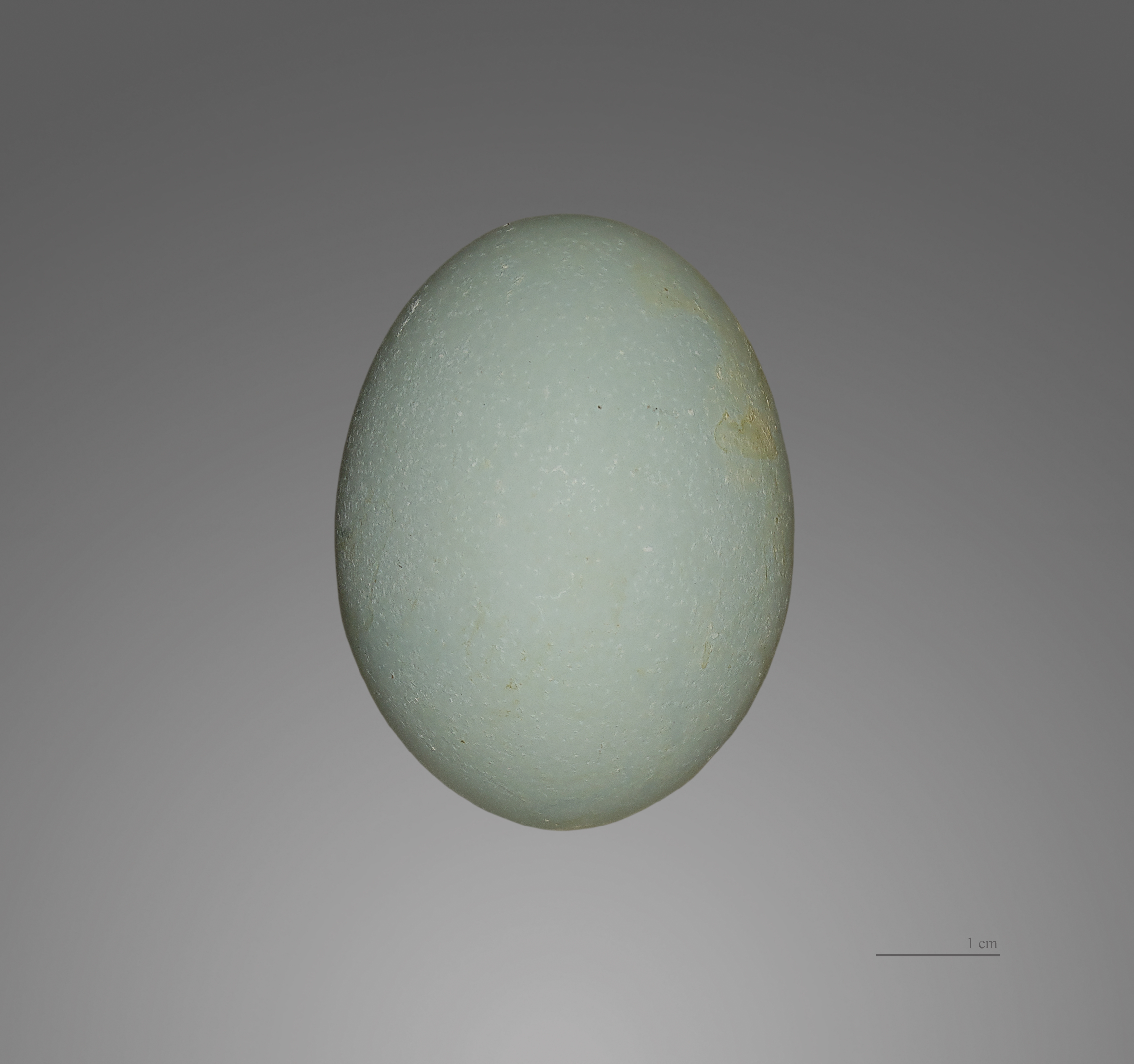
Яйцо обыкновенной кваквы

Кваквы гнездятся в колониях с другими цаплями или собственными колониями до тысячи пар на деревьях или в кустах. Если место гнездования далеко от человеческого жилья, могут гнездиться также и на заломах тростника. Гнездо кваква строит из мелких веточек, куда самка откладывает 3—4 яйца. Через 21 день вылупляются птенцы, обычно с разницей 1—2 дня, в той последовательности, в которой были отложены яйца. Птенцов кормят оба родителя, сначала отрыгивая им в клюв полупереваренную пищу. Позднее, когда птенцы подрастут, их начинают кормить обычной пищей.

## Подвиды
Выделяют 4 подвида обыкновенной кваквы:
- N. n. nycticorax (Linnaeus, 1758) — номинативный подвид, Евразия на юг до Малайского архипелага, Африка;
- N. n. hoactli (Gmelin J. F., 1789) — Северная и Южная Америка от юга Канады до северной Аргентины и Чили, Гавайские острова;
- N. n. obscurus Bonaparte, 1855 — юг Южной Америки: Чили и юго-западная Аргентина;
- N. n. falklandicus Hartert, 1914 — Фолклендские острова.

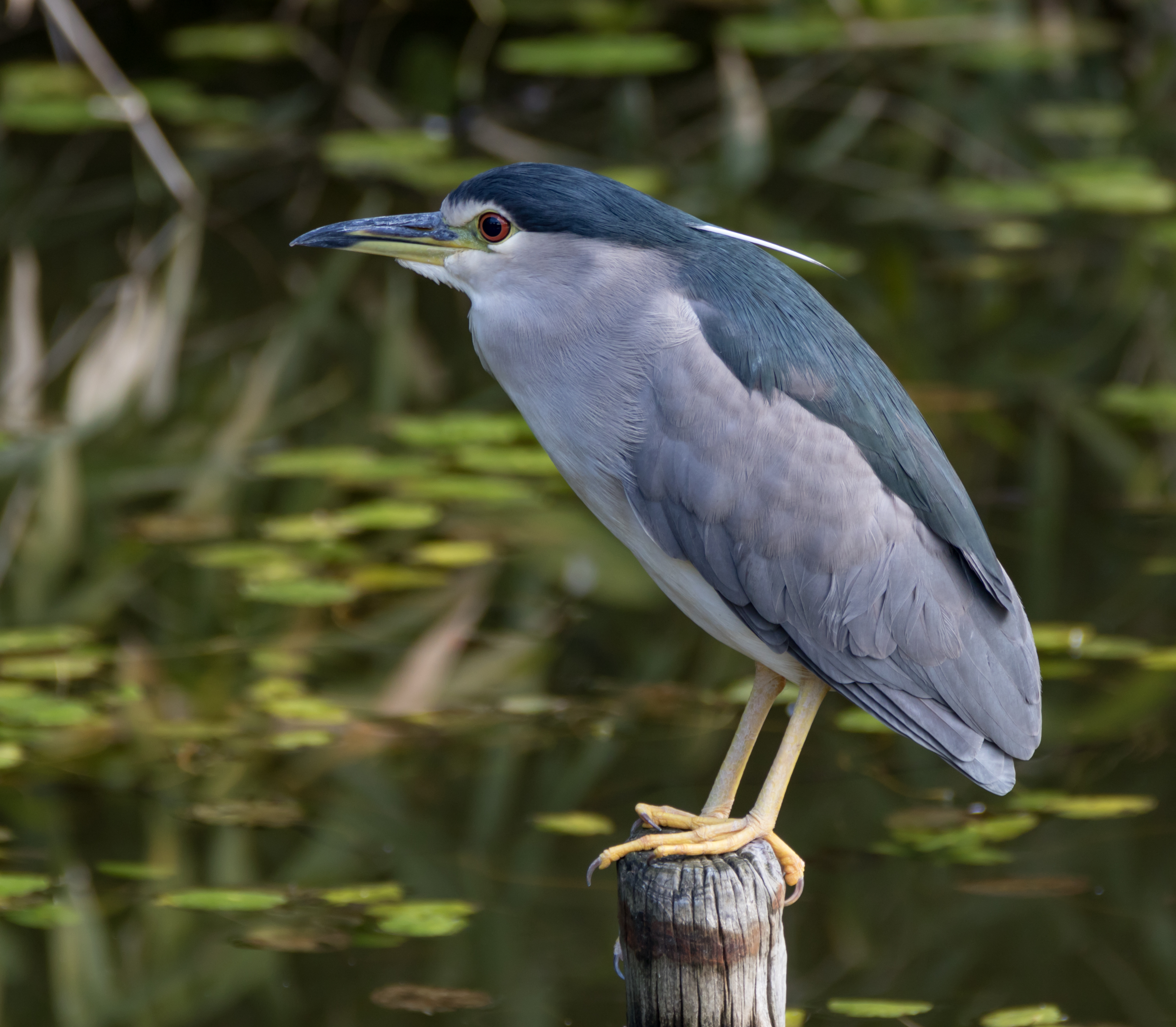
N. n. nycticorax
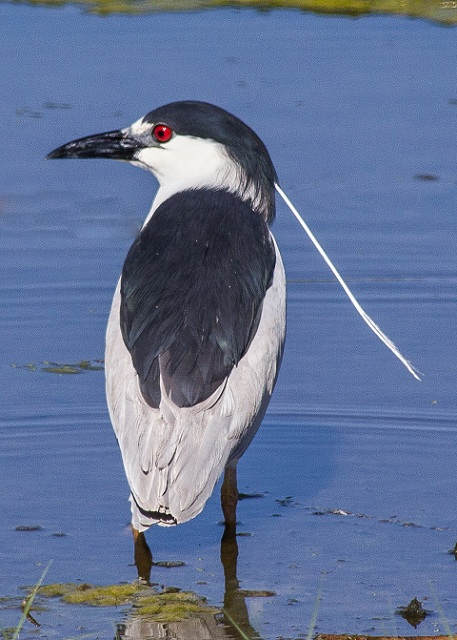
N. n. hoactli
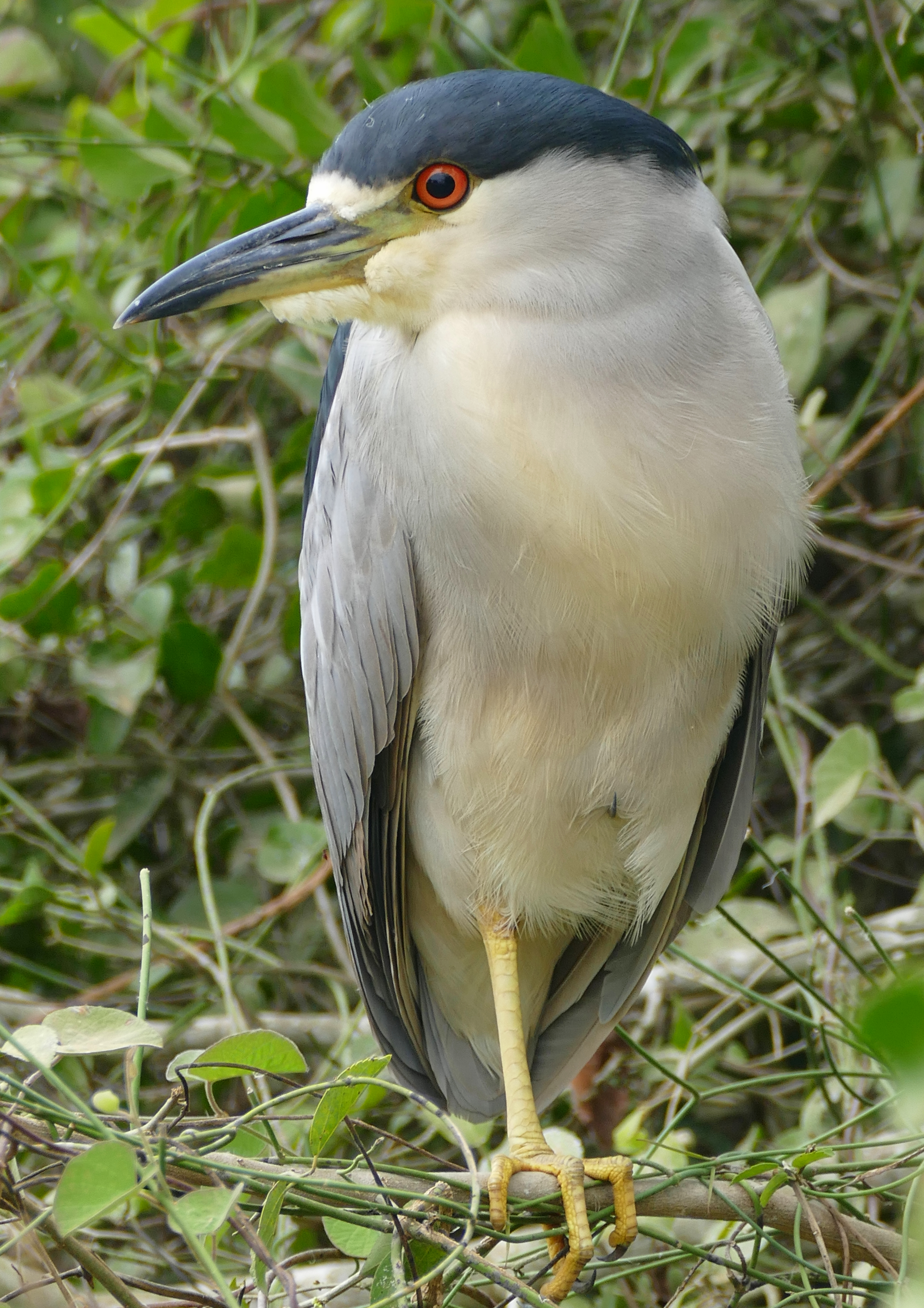
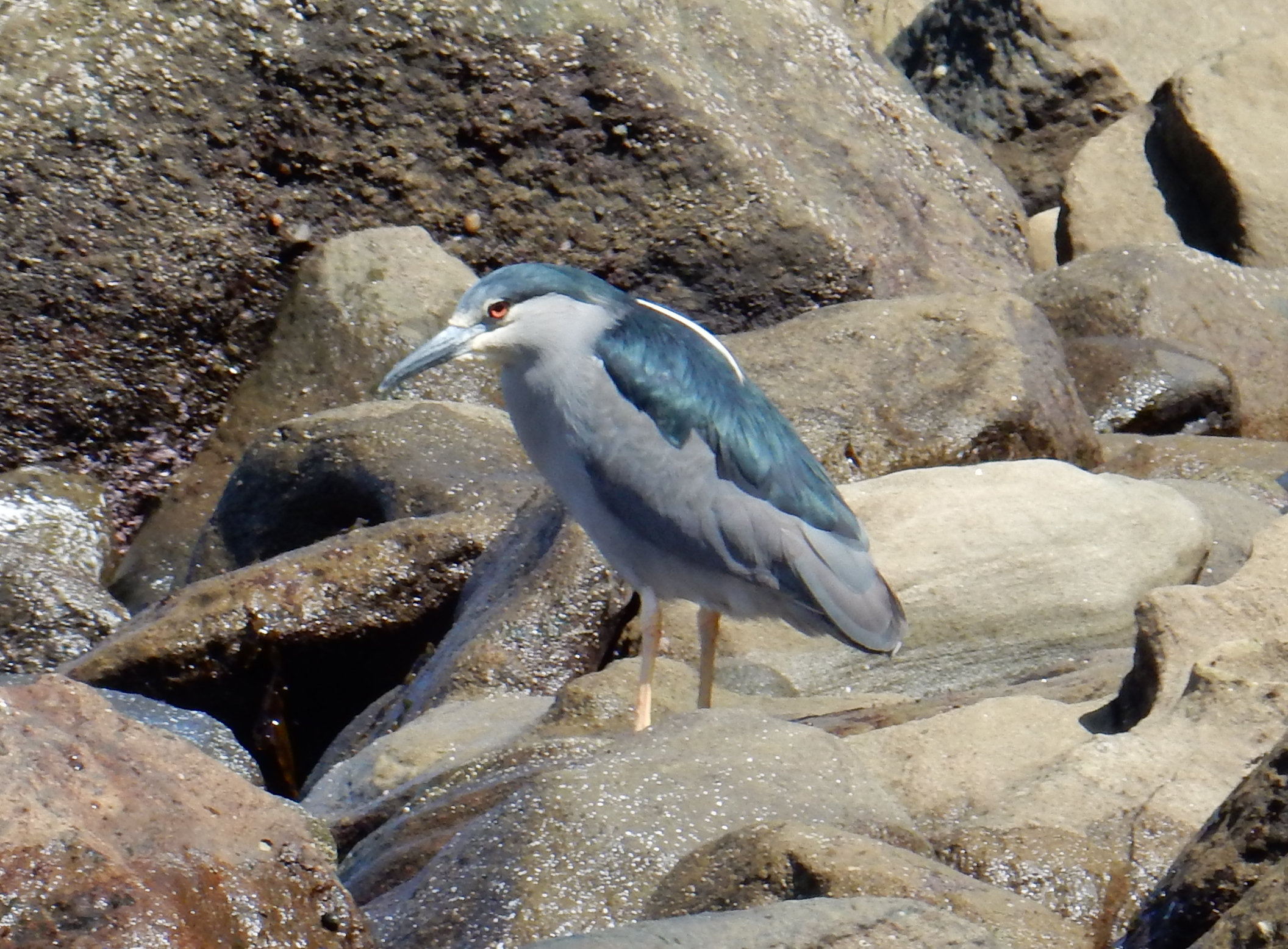
N. n. obscurus
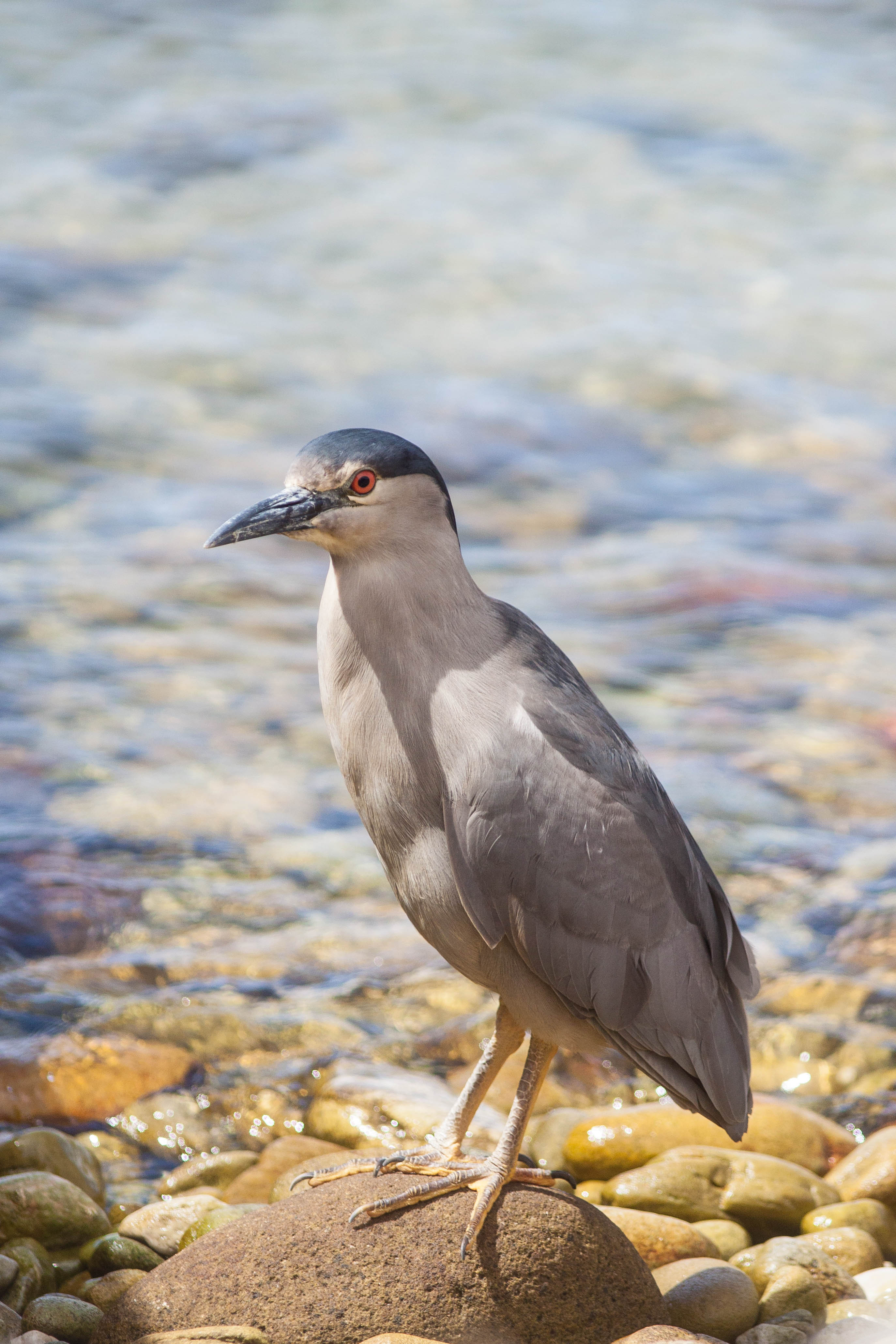
N. n. falklandicus